# Tentativa de golpe de Estado em Trinidad e Tobago em 1990
A tentativa de golpe de Estado em Trinidad e Tobago em 1990  foi uma tentativa golpista do Jamaat al Muslimeen de derrubar o governo de Trinidad e Tobago, instigada na sexta-feira, 27 de julho de 1990. Ao longo de seis dias, o Jamaat al Muslimeen, um grupo islâmico radical, manteve reféns (incluindo o primeiro-ministro A. N. R. Robinson e outros funcionários do governo) na Casa Vermelha e na sede da emissora estatal de televisão nacional, Trinidad e Tobago Television (TTT). Em 1 de agosto, os insurgentes se renderam. Eles foram acusados de traição, mas foram liberados pelo Tribunal de Apelação. Vinte e quatro pessoas foram mortas e muitas outras ficaram feridas durante a intentona golpista.